# نصف‌النهار

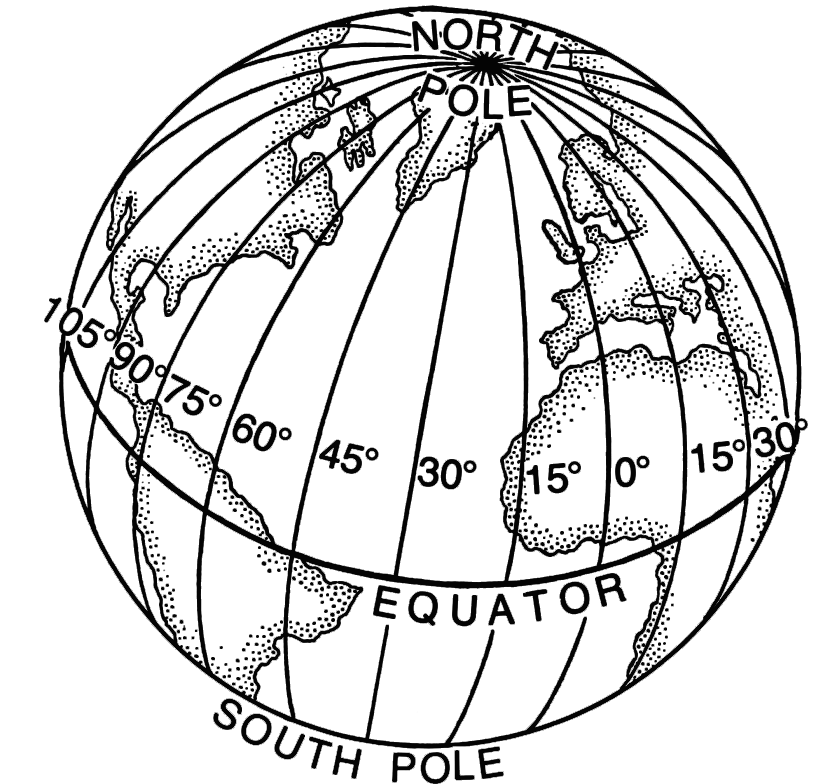
نقاشی خطی از کره‌ی زمین به همراه طول های جغرافیایی و نصف النهار مبدأ.

نِصفُ‌النّـَهارها یا نیمروزان نیم‌دایره‌های فرضی هستند که از قطب شمال تا قطب جنوب کشیده شده‌اند و طول مساوی دارند و طول جغرافیایی یک نقطه را با توجه به یک پرگارهٔ نیمروزی قراردادی به عنوان مبدأ تعیین می‌کند. نصف النهارها دوایری فرضی هستند و از هر نقطه روی زمین یک نصف النهار می‌گذرد. نصف‌النهارها همگی برابرند و چون هیچ برتری نسبت به یکدیگر ندارند برای استفاده از آن‌ها باید یکی را به عنوان نیمروز مبدأ برگزید و بقیه را بر مبنای آن نام‌گذاری کرد. نصف‌النهار گرینویچ اکنون نصف‌النهار مبدأ (نیم‌روزان نخستی) است.

## تاریخچه
ایرانیان باستان گنگ دژ، مابین سیستان و خراسان قدیم در عرض سی و سه و نیم درجه شمالی از استوا را نصف‌النهار مبدأ (نود درجه) قرار دادند. این ناحیه را نیم‌روز گفته شده است و این ناحیه دقیقاً وسط چین و اروپا و همه سرزمین‌های مسکون شناخته شده آنروز است و از جانب شمال-جنوب نیز از این حیث در میانه می‌افتد. ایرج افشار تعیین مبدأ کنگ دژ را در سال ۱۷۶۷ پیش از میلاد، توسط زرتشت می‌داند. آغاز آبادانی (ربع مسکون) جزایر خالدات (جزایر قناری در غرب آفریقا) و مرز شرقی آن ماچین (ژاپن) و میانه آن نیمروز (کنگ دژ) دانسته شده است. نصف‌النهار مبدأ را جزایر خالدات (یا ساحل غربی آفریقا) یا کنگ دژ بوده است. بعضی نیز بقعه مکه را برای مبدأ نصف‌النهار در نظر گرفته‌اند.
حسن حسن‌زاده آملی در اثر خود بنام «دروس هیئت و دیگر رشته‌های ریاضی» دربارهٔ مبدأ طول ارض آورده است (با اندکی تلخیص و تعدیل):
«اکثر قدما (بخصوص یونانیان و اهالی مغرب زمین) مبدأ طول را غایت نقطه غربی یعنی از جزیره هرو یا فرو، یکی از جزایر خالدات گرفته‌اند. جزایر خالدات شش جزیره‌اند که در مغرب آفریقا در اقیانوس اطلس نزدیک به ساحل واقع اند. در قانون مسعودی بین آنها تا ساحل بحر ده درجه آمده است. بطلیموس و پیروانش مبدأ طول را از آن جزایر می‌گرفتند و بعد از آنان چون جزایر نام برده در آب فرورفته بود مبدأ طول را از ساحل بحر مغرب گرفته‌اند چنان‌که ابوریحان بیرونی در قانون مسعودی مبدأ طول بلد را ساحل گرفته است. جزایر خالدات در اطلس‌ها و نقشه‌ها در جهت غرب آفریقا در اقیانوس اطلس شمالی قریب به عرض شمالی سی درجه مشاهده می‌شود که عرض شمالی هرو (فرو یا هیرو) ۲۷ درجه و ۴۵ دقیقه و ۸ ثانیه است؛ و نصف‌النهار مبدأ برای قدمای هند و اهل چین و ترکستان و اهالی مشرق زمین کنگ دژ بوده که در ۹۰ درجه جزایر خالدات بوده است.»
ابوسهل بیژن بن رستم کوهی ریاضی‌دان و ستاره‌شناس سدهٔ دهم کتابی دربارهٔ نواقص مسائل ارشمیدس نوشت و اقدام به محاسبه نصف‌النهار نمود.
در دوره‌ای از شکوفایی علمی اسلام در راستای مطالعات نجوم اسلامی، نصف‌النهار مکه (کعبه) نیز به عنوان نصف‌النهار مبدأ قلمداد می‌شده است.
اروپاییان تا آخر سده هفدهم میلادی، جزایر خالدات و سپس پاریس را مبدأ نصف النهارها قرار دادند.
در سال ۱۸۸۴، در یک توافق بین‌المللی تصمیم گرفته شد که نصف‌النهاری که از گرینویچ می‌گذرد، نصف‌النهار مبدأ (نصف‌النهار صفر) به‌شمار آید؛ و با انتخاب نصف‌النهار مبدأ بقیهٔ نصف‌النهارها بر اساس محل‌شان نسبت به نصف‌النهار مبدأ به نصف‌النهار شرقی و غربی تقسیم شدند.

## نصف‌النهار مغناطیسی
نصف‌النهار مغناطیسی، خطوطی فرضی‌اند که از قطب شمال تا جنوب کشیده شده‌اند و طول مساوی دارند که می‌توان آن‌ها را به عنوان مؤلفه‌های خطوط نیروی مغناطیسی در روی سطح زمین در نظر گرفت؛ و همواره سوزن یک قطب‌نما موازی با نصف‌النهار مغناطیسی می‌ایستد. زاویهٔ بین نصف‌النهار مغناطیسی و نصف‌النهار واقعی، میل مغناطیسی نامیده می‌شود که در مسائل مربوط به ناوبری بسیار با اهمیت است.